# Elektrische Schmalspurbahn Solothurn–Bern

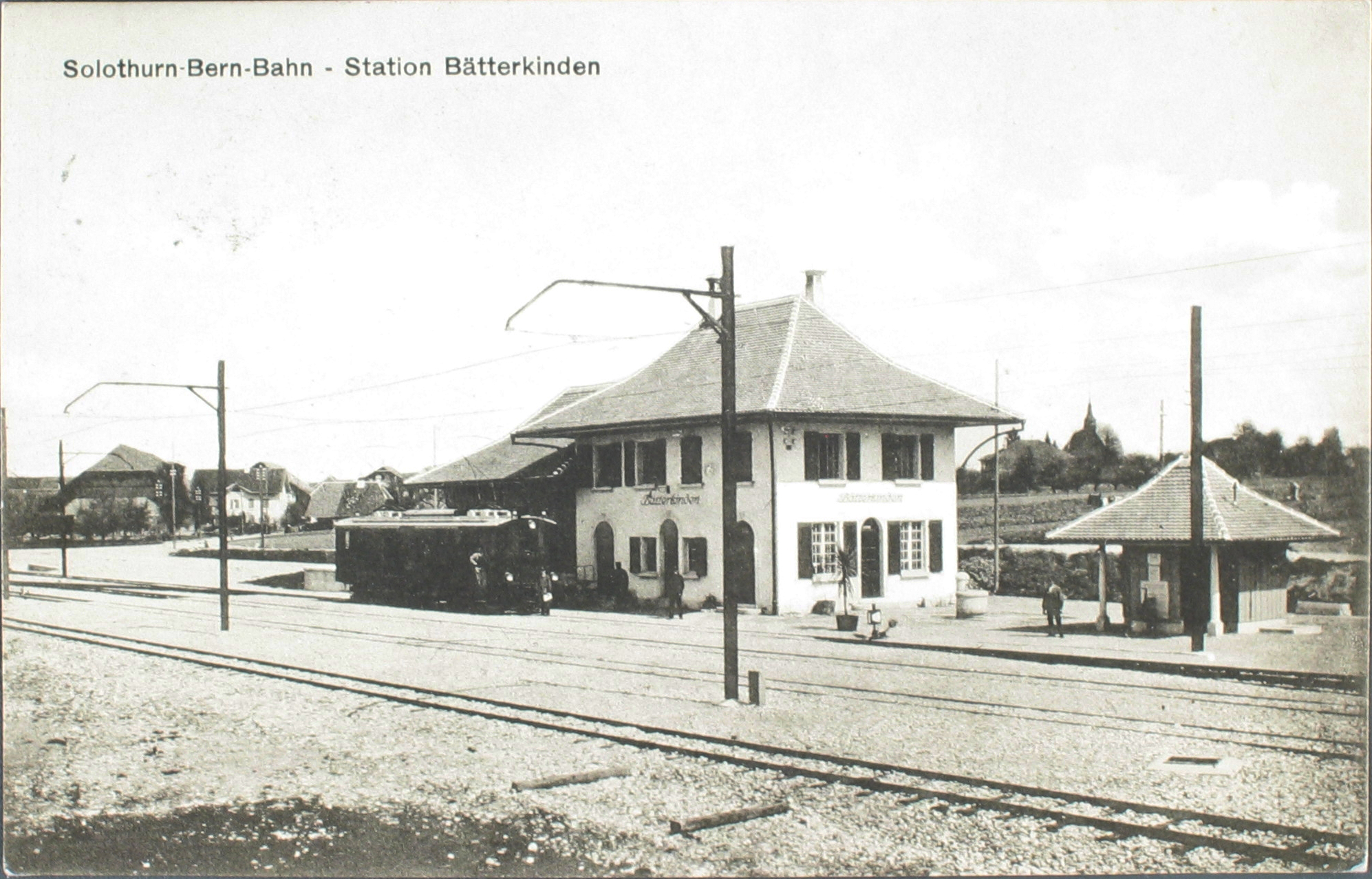
Triebwagen der ESB in Bätterkinden

Die Elektrische Schmalspurbahn Solothurn–Bern (ESB) war eine ehemalige Bahngesellschaft in den Schweizer Kantonen Solothurn und Bern. Sie fusionierte zum 1. Januar 1922 mit der Bern-Zollikofen-Bahn (BZB) zur Solothurn-Zollikofen-Bern-Bahn (SZB) und ist seit 1984 Teil der Regionalverkehr Bern–Solothurn (RBS). Diese betreibt heute die ehemalige ESB-Strecke Solothurn–Worblaufen.

## Geschichte

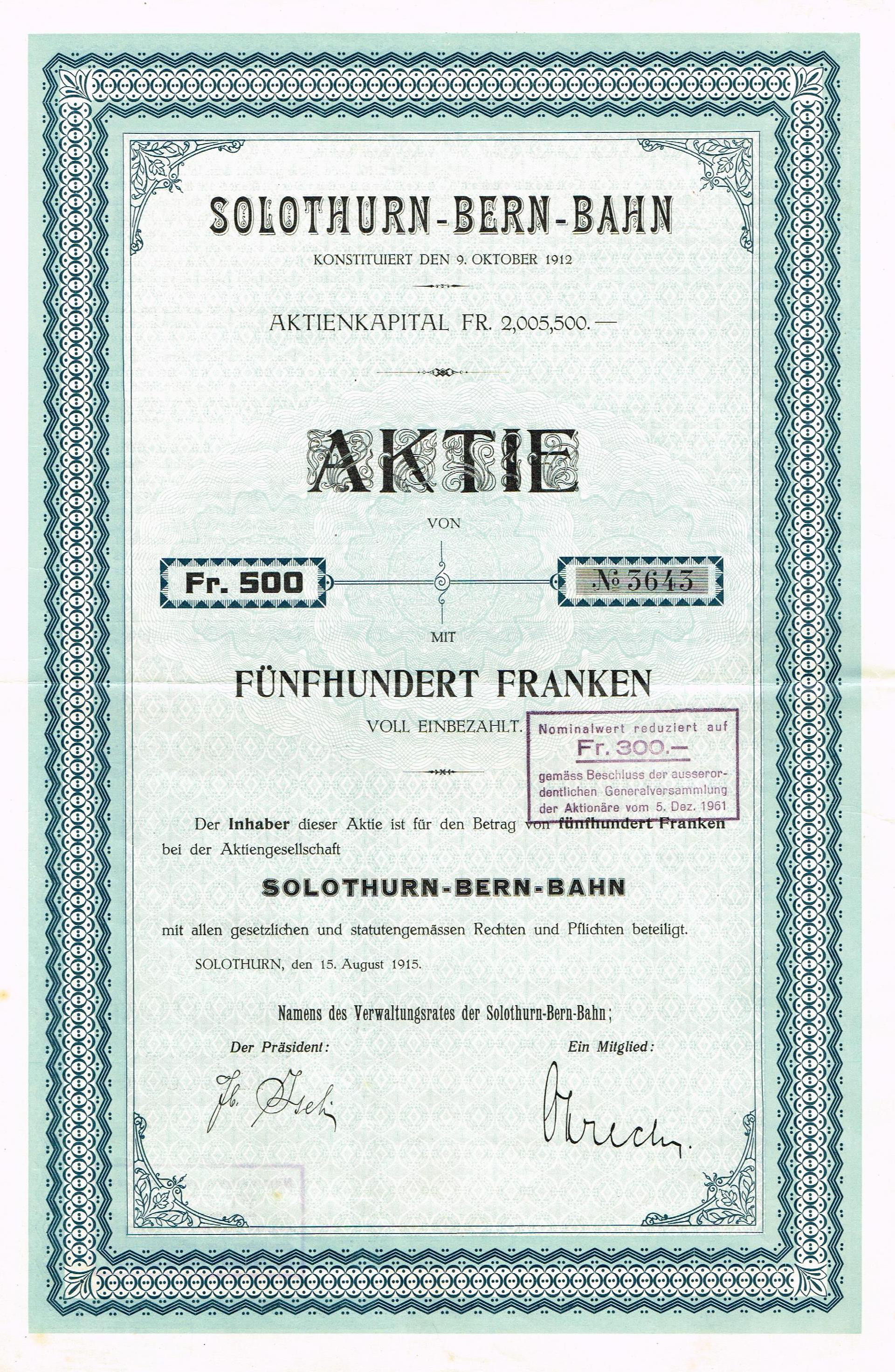
Aktie über 500 Franken der Solothurn-Bern-Bahn ESB vom 15. August 1915

Im Juni 1912 erteilte die Bundesversammlung die Konzession für die Elektrische Schmalspurbahn Solothurn–Bern, worauf die Projektierungsarbeiten aufgenommen wurden. Als am 9. Oktober 1912 im Gasthof Zum Brunnen in Fraubrunnen die konstituierende Generalversammlung der Solothurn-Bern-Bahn ESB stattfand, fuhr die BZB bereits seit vier Monaten. Der BZB war bei der Konzessionserteilung auferlegt worden, die Einbindung der ESB bis nach Bern sicherzustellen, wodurch sich die Planungen der ESB auf die Strecke Solothurn–Zollikofen beschränkte.
Wie bei der BZB wurde eine meterspurige Überlandbahn geplant, die allerdings auch Güterverkehr abwickeln sollte. Nachdem im Sommer 1913 mit dem Bau begonnen worden war, mussten die Arbeiten ab dem 1. August 1914 aufgrund des Kriegsausbruchs in Europa eingestellt werden und wurden erst im Spätherbst mit Einschränkungen wieder aufgenommen. Während an der Bahnstrecke noch gebaut wurde, konnte 1915 die Depotwerkstätte in Solothurn bezogen und erste Fahrversuche durchgeführt werden.
Nach der amtlichen Kollaudation – Abnahme und Zulassung – am 7. April 1916 wurde die Bahn am 9. April offiziell eröffnet. In Zollikofen hatte die ESB einen direkten Gleisanschluss an die BZB erhalten, allerdings wurde der direkte Verkehr von Solothurn nach Bern erst 1924 mit der Eröffnung der Rüttilinie (in Zollikofen) eingeführt.

## Strecke
Für den Güterverkehr mit Normalspur-Wagen wurden in Solothurn und Schönbühl Rollschemelanlagen gebaut, die die direkte Übernahme von Güterwagen aus dem Netz der Schweizerischen Bundesbahnen (SBB) ermöglichten. Auf den Bahnhöfen Biberist, Lohn-Lüterkofen, Bätterkinden, Fraubrunnen, Grafenried und Jegenstorf waren normalspurige Anschlussgleise vorhanden; diese erlaubten die Normalspur-Wagen von den Rollschemeln zu nehmen und zu be- und entladen, während die Rollschemel anderweitig weiterverwendet werden konnten.

### Brücken
Die Brücke über die Emmentalbahn bei Biberist war die erste Plattenbrücke aus Beton, die in der Schweiz bei einer Bahnlinie eingesetzt wurde. Sie wurde im Oktober 2008 durch einen Neubau ersetzt.

## Rollmaterial
Zur 1916 erfolgten Betriebsaufnahme standen fünf Triebwagen, sechs Personenwagen (je zwei BC4, C4 und C2), drei kombinierte Gepäck-/Postwagen (Z2) und acht Güterwagen (vier K2, je zwei L2 und M2) zur Verfügung.
Triebwagen
- BCFe 4/4 1–2
- CFe 4/4 11–12
- Fe 4/4 21

Zusätzliche Wagen wurden 1921 beschafft: je ein BC4 und C4, drei Güterwagen (zwei K2 und ein X2) und ein von der Rhätischen Bahn (RhB) übernommener Z (Postwagen). Ein weiterer Z von der RhB folgte 1922.
Nach der Fusion zur SZB wurde noch weiteres Rollmaterial beschafft, wie es bereits bei der ESB im Einsatz stand.
- CFe 4/4 13 (1924)
- je ein BC4 und C4 (1925)
- BCFe 4/4 3 (1929)